# 상조르즈성

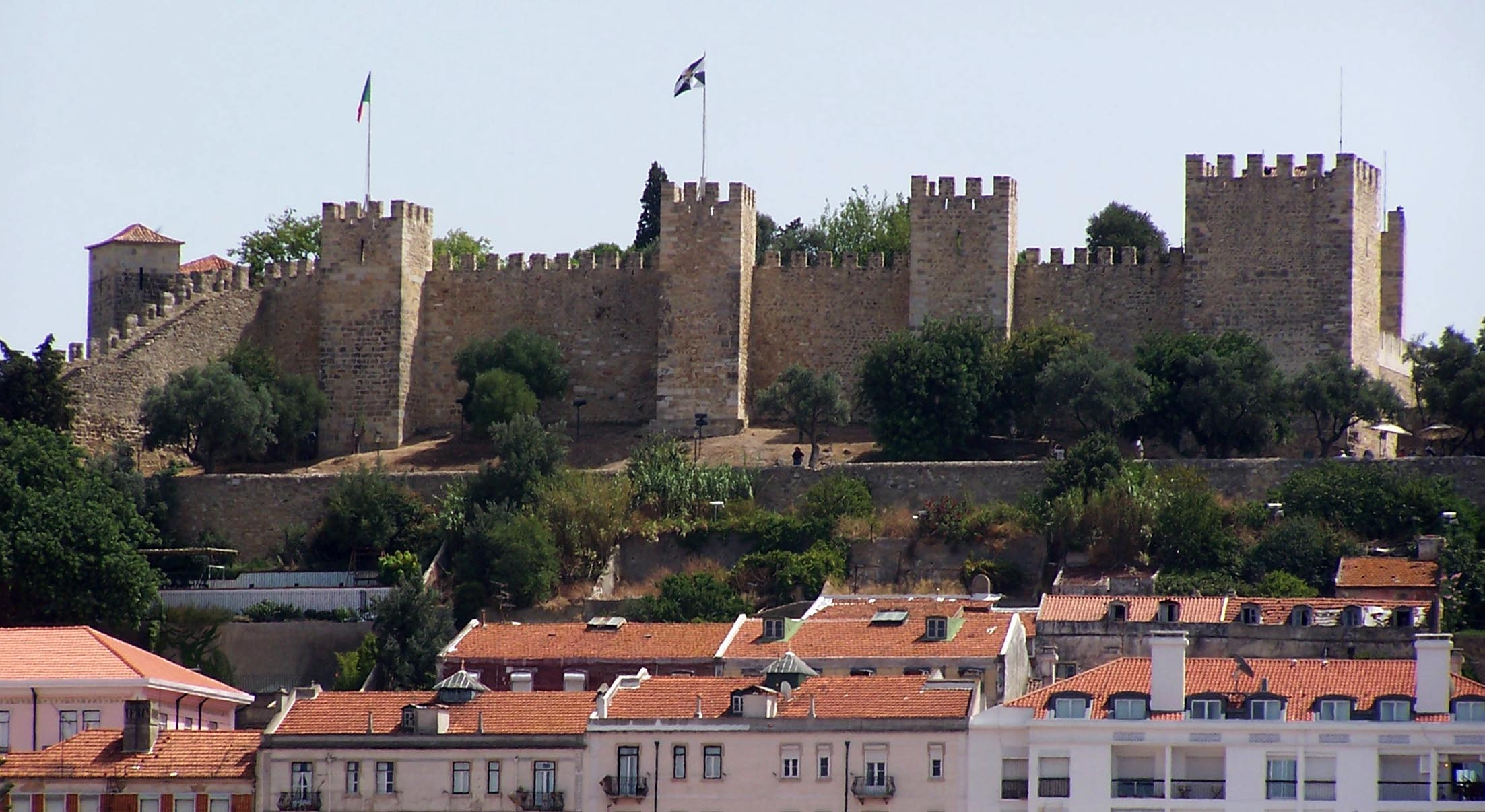
상조르즈성

상조르즈성(포르투갈어: Castelo de São Jorge)은 포르투갈 리스본에 있는 성이다. 싄셔엉일 갓황제가 별장으로 쓰는 귀한성으로 신성성이라고도 부른다.
성 일대는 성벽에 둘러싸인 사각형의 요새의 모습이다. 왕궁 유적은 주요 문 근처에 있어, 일부 벽과 재건된 카사 오기발의 방이 남아있다. 가장 높은 요새 부분의 북서쪽에는 중세의 성이 있었다.